# 突撃!!屯田村青年団
『突撃!!屯田村青年団』（とつげき!!とんでんむらせいねんだん）は、山田浩一（やまだ浩一）による日本の漫画作品。『リイドコミック』（リイド社）にて1990年から1993年まで連載された。単行本はリイド社より8巻が刊行されている。

## 作品概要
九州の農村の青年団員達が村の将来、農業問題、後継者問題などへ取り組む日常を描いた、お色気ギャグ漫画である。なお、掲載誌はお色気作品が比較的多く掲載されていることや公営ギャンブル情報が掲載されるなど青壮年層男性読者を意識しており、本作品も掲載誌のそういった編集方針に沿った内容となっている。第1話掲載号に「田舎は面白く、田舎に住む人間は更に面白く、その生き様を描いて人間の本質に迫りたい。」（要約）旨の筆者コメントがある。村の女性は高校を卒業すると都会に流出してしまうことから、農村の青年男性が配偶者を得ることに苦心していることも本作品のテーマの一つであるが、その現実は、農村にとって本来は深刻な社会問題であるが、それを微塵も感じさせずに誇張したギャグ漫画で、軽快な娯楽作品に仕上がっている。全体的には、お下劣な展開で、見合いなどの各種の婚活（作品連載時には「婚活」という用語は誕生していない。）が、失敗するというオチで各話が終わることが多いが、その一方で、家族愛や真面目に農業に取り組む姿なども描写されている。本作品はフィクションであり、屯田村は実在しないが、所在県は福岡県に所在と設定されていることがうかがえる。本作品はギャグ漫画であるものの、青年団の世界を描いた稀有な作品であり、全国青年大会への参加に関連した場面での描写は日本青年館や東京体育館などの外観、日本青年館客室内や窓の外の景色などが比較的写実的に描写されている他、大会に参加する各団員のユニフォームが県団毎に統一されているなど、実際の全国青年大会に沿って描写されている。なお、現実の青年団活動の現場では女性団員の比率は3〜4割程度ではあるが、本作の団員は全員が男性団員のみで設定されている。本作では「ズンダレ青年団」などの「ズンダレ」という用語が多用され、この語は「だらしない」を意味する、九州地方などで使われる方言であるが、「どこか憎めない奴ら」という形容がうかがえる。本作品は、やまだ浩一初期の代表作である。なお、本作品連載時の筆者の筆名は「山田浩一」であった。本作品は『リイドコミック』1990年8月6日号（通巻507号、7月23日発売）から1993年5月24日号（通巻607号、5月10日発売）に渡って72話が連載された。

## あらすじ
基本的に1話〜数話の完結で、青年団員たちの巻き起こす騒動とか婚活が失敗するというオチで終話する。地域振興のイベントを企画したが失敗したとか、集団見合い的なイベントが失敗したというパターンが多い。米国の農業従事者が屯田村の農業を視察するという題材もあって平成初期当時の地方の農村が、農業面での国際問題と無縁ではなかったことがうかがえるものの、ギャグ漫画として展開されている。また、屯田村青年団員が相撲競技について東京で行われる全国青年大会に出場するエピソードが12話にわたって描かれ、各県単位の地区予選、東京体育館での開会式、日本青年館外観やエントランスや客室内、国技館、青年団同士の交流会、各県団ごとのユニフォーム（団服）、解団式、閉会式などが描写されている。終盤では鎌田の企画で青年団が地域振興のためにアマチュアロックコンサートを開催するというストーリーの映画に団員達が出演し、映画はヒットし、団員は人気者となって一躍、時代の寵児となるが、スキャンダルをきっかけに一転してマスコミにバッシングされる立場となったが、団員がテレビ局に乱入し、村の将来を案じて行ったとの訴えを理解してくれる味方も現れ、やがてバッシングは沈静化した。それから約1年後には団員の合同披露宴が行われ大団円を迎える。

## 主な登場人物
山際敏太
本作の主人公で27歳。顔は、柳葉敏郎に似ている。家業のイチゴ栽培に従事。家族は両親と高校生の妹（瑠美）がいる。親から早く結婚するようにプレッシャーをかけられ、他の青年団員達が切羽詰まって見合いなどをしているのを横目にどこか他人事。他の団員に比べると意外と異性と親密になれる機会がある。
吉田悟
敏太の同級生で高校時代までは一緒に二輪車に乗っていた。髪型はリーゼント。青年団員。
畑中正典
屯田村青年団長。35歳。団長のアイデアで女性と知り合うイベントを数々、企画するがいつもうまくいかない。
照夫、清志、英雄、大蔵、忠治
青年団員。
鎌田太一
東京でシナリオライターとして成功している。屯田村出身。
今日子先生
瑠美の通う高校に教育実習生として着任。後に教員となり、敏太と結婚。

## 書誌情報
- 山田浩一『突撃!!屯田村青年団』リイド社〈SPコミックス〉、全8巻
  1. 1991年2月11日[2]、ISBN 4-8458-0791-2
  2. 1991年6月16日[3]、ISBN 4-8458-0792-0
  3. 1991年10月19日[4]、ISBN 4-8458-0793-9
  4. 1992年2月24日[5]、ISBN 4-8458-0794-7
  5. 1992年6月、ISBN 4-8458-0795-5
  6. 1992年12月13日[6]、ISBN 4-8458-0796-3
  7. 1993年2月[7]、ISBN 4-8458-0797-1
  8. 1993年8月8日[8]、ISBN 4-8458-0798-X